# Sirniönlampi
Sirniönlampi eller Sirniölampi är en sjö i Finland. Den ligger i kommunen Taivalkoski i landskapet Norra Österbotten, i den norra delen av landet, 600 km norr om huvudstaden Helsingfors. Sirniölampi ligger 261,2 meter över havet. Arean är 27,6 hektar och strandlinjen är 2,46 kilometer lång. Sjön  ingår i Ijo älvs huvudavrinningsområde. 